# مونکلووا (اوهایو)
مونکلووا (به انگلیسی: Monclova) یک منطقهٔ مسکونی در ایالات متحده آمریکا است که در شهرستان لوکاس، اوهایو واقع شده‌است.